# (15413) Beaglehole
Pour les articles homonymes, voir Beaglehole.
(15413) Beaglehole est un astéroïde de la ceinture principale.

## Description
(15413) Beaglehole est un astéroïde de la ceinture principale. Il fut découvert le 22 janvier 1998 à Kitt Peak par le projet Spacewatch. Il présente une orbite caractérisée par un demi-grand axe de 3,07 UA, une excentricité de 0,04 et une inclinaison de 12,6° par rapport à l'écliptique.

## Compléments